# 吉米·法伦
詹姆斯·汤玛斯·「吉米」·法伦（英語：James Thomas "Jimmy" Fallon，1974年9月19日—），美国电视节目主持人、喜剧演员、演员、歌手、作家和制片人。他目前主持NBC播出的晚间脱口秀节目“吉米·法伦今夜秀”（The Tonight Show Starring Jimmy Fallon）。在此之前，他还出演过几部电影，最著名的是从1998年到2004年，参演了《Saturday Night Live》和几部故事片。曾出演《兄弟连》，在第5集结尾出镜，并引出“伞兵本就该被包围”的经典对话。2013年4月3日，國家廣播公司(NBC)宣布，法伦将取代杰·雷诺主持2014年冬季奥运会结束时的今夜秀节目。法伦声称，这将成为与今夜秀相同的一档节目：“我不会改变任何东西。虽然它将会吸引更多的眼球关注，但是它还会是同样的秀节目。”

## 人物生平
法伦出生在纽约布鲁克林的湾岭，是格洛里亚和詹姆斯·W·法伦的儿子，詹姆斯·W·法伦曾是一名越南战争的士兵。他的家人定居在纽约的索哲提斯市（Saugerties），当时他的父亲在纽约金士顿附近的IBM工作。他有着5/8的爱尔兰血统、2/8的德国血统和1/8的挪威血统；他的祖母，路易斯•沙拉来自德国下萨克森州，而祖父，汉斯·霍尔森是从挪威移民过来的。

## 获奖情况
| 事件                                 | 所获奖项                                                                            | 作品            |
| 第62届黄金时段艾美奖(2010)           | 其他和技术类奖项-Outstanding Creative Achievement in Interactive Media - Nonfiction | 吉米.法伦深夜秀 |
| 2010年第64届黄金时段艾美奖(2012)     | 喜剧类剧集-喜剧类剧集最佳客座男演员                                                 | 周六夜现场      |
| 第37届美国人民选择奖最受欢迎网络名人 |                                                                                     |                 |
| 第63届黄金时段艾美奖(2011)           | 其他和技术类奖项-Creative Achievement in Interactive Media (提名)                   | 吉米.法伦深夜秀 |